# 聖朝破邪集
『聖朝破邪集』（せいちょうはじゃしゅう）とは、明末の徐昌治が編纂した反キリスト教の資料を集めた書物。日本の幕末に水戸藩が『破邪集』（はじゃしゅう）の題名で復刻した。

## 内容
崇禎13年（1640年）に北京で刊行された。
内容は役人たちのキリスト教に反対する上奏と実際に出された法令、儒学者や仏教僧のキリスト教批判などからなる。
日本の安政2年（1855年）、開国に反対する水戸藩主徳川斉昭の命令を受けて水戸藩が全8巻にて復刻、表題は『破邪集』、内題は『明朝破邪集』とし、序の末尾には「源之斉昭」の印とその下に「尊王攘夷」の朱印が捺されている。
同書はキリスト教を敵視する攘夷論者から広く受け入れられ、これに対して水戸藩では『大日本破邪集』の編纂が計画されたが安政の大獄で斉昭が幽閉されたことで実現せず、万延元年（1860年）には『息距篇』 を編纂（名義は斉昭14男の松平昭訓）しているが、公に刊行することは出来なかった。